# North Carolinas guvernör
North Carolinas guvernör (engelska: Governor of North Carolina) är en folkvald befattning som är chef för den verkställande grenen av delstatsstyret i den amerikanska delstaten North Carolina.
Guvernören är ex officio högste befälhavare för North Carolinas nationalgarde samt är även ordförande för North Carolinas delstatsråd (engelska: North Carolina Council of State).

## Funktion och roll
North Carolinas guvernör är delstatens högsta verkställande ämbete och ansvarar för delstatens budget, från planering till verkställande.
Vidare är guvernören ordförande för Delstatsrådet (engelska: North Carolina Council of State), som är ett kollektivt organ som är fastställt i delstatskonstitutionen och som består av de 10 olika folkvalda befattningshavarna, som förutom guvernören, är: viceguvernören, statssekreterare, statsrevisorn, skattmästare, skolchef, attorney general, jordbrukskommissionär, arbetsmarknadskommissionär samt försäkringskommissionär. Delstatsrådet godkänner frågor som gäller delstatens egendom, utfärdande av statspapper samt vissa administrativa åtgärder.
Guvernören har möjlighet att sammankalla North Carolinas generalförsamling till särskild session samt ansvarar för beviljade medel och lån från USA:s federala statsmakt. Delstatens nuvarande konstitution är från 1971 och två större förändringar med inverkan på guvernörsämbetet har därefter ägt rum: 1977 tilläts guvernör och viceguvernören att återväljas i råd och först 1996 gavs North Carolinas guvernör, som sist i hela USA, möjlighet att lägga in veto mot lagförslag i North Carolinas generalförsamling.

## Historik
Säkerhetsrådet (Council of Safety) innehade som kollektiv den högsta makten från april till oktober 1776 och som dess ordförande (President of the North Carolina Council of Safety) fungerade i tur och ordning Cornelius Harnett, Samuel Ashe och Willie Jones. Säkerhetsrådet var efterföljare till det provinsiella rådet (Provincial Council) som fanns på plats mellan 1775 och 1776. North Carolina var den tolfte delstaten som ratificerade USA:s konstitution år 1789. De högsta ämbetsinnehavarna mellan 1776 och 1789 var staten North Carolinas guvernörer, medan North Carolina blev delstat i egentlig mening mot slutet av Samuel Johnstons ämbetsperiod. North Carolina utträdde ur USA 1861 och gick med i Amerikas konfedererade stater. Efter amerikanska inbördeskriget ockuperades North Carolina av nordstaterna och fick år 1868 representation i USA:s kongress på nytt. Rekonstruktionstiden och nordstaternas ockupation upphörde slutgiltigt 1877.

## North Carolinas guvernörer 1776–

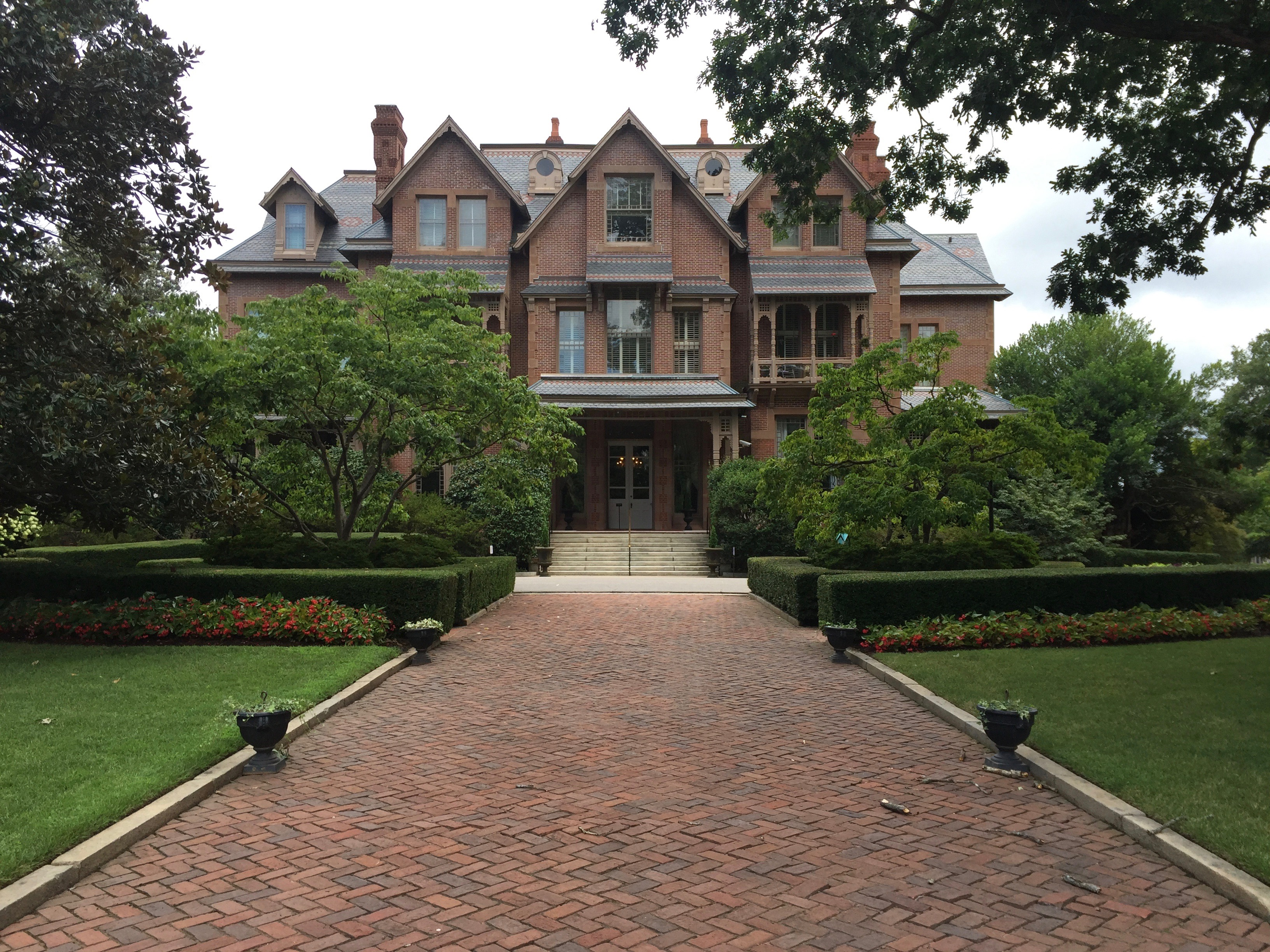
Guvernörsresidenset.

### Vald av North Carolinas generalförsamling (1776-1836)
| Namn                       | Parti               | Tillträde        | Avgång           | Not |
| -------------------------- | ------------------- | ---------------- | ---------------- | --- |
| Richard Caswell            | inget               | 12 november 1776 | 20 april 1780    |     |
| Abner Nash                 | inget               | 20 april 1780    | 26 juni 1781     |     |
| Thomas Burke               | inget               | 26 juni 1781     | 22 april 1782    |     |
| Alexander Martin           | inget               | 22 april 1782    | 13 maj 1785      |     |
| Richard Caswell            | inget               | 13 maj 1785      | 20 december 1787 |     |
| Samuel Johnston            | Federalist          | 20 december 1787 | 17 december 1789 |     |
| Alexander Martin           | Anti-Administration | 17 december 1789 | 14 december 1792 |     |
| Richard Dobbs Spaight      | Federalist          | 14 december 1792 | 19 november 1795 |     |
| Samuel Ashe                | Demokrat-republikan | 19 november 1795 | 7 december 1798  |     |
| William Richardson Davie   | Federalist          | 7 december 1798  | 23 november 1799 |     |
| Benjamin Williams          | Federalist          | 23 november 1799 | 6 december 1802  |     |
| James Turner               | Demokrat-republikan | 6 december 1802  | 10 december 1805 |     |
| Nathaniel Alexander        | Demokrat-republikan | 10 december 1805 | 1 december 1807  |     |
| Benjamin Williams          | Federalist          | 1 december 1807  | 12 december 1808 |     |
| David Stone                | Demokrat-republikan | 12 december 1808 | 1 december 1810  |     |
| Benjamin Smith             | Demokrat-republikan | 1 december 1810  | 11 december 1811 |     |
| William Hawkins            | Demokrat-republikan | 11 december 1811 | 29 november 1814 |     |
| William Miller             | Demokrat-republikan | 29 november 1814 | 6 december 1817  |     |
| John Branch                | Demokrat-republikan | 6 december 1817  | 7 december 1820  |     |
| Jesse Franklin             | Demokrat-republikan | 7 december 1820  | 7 december 1821  |     |
| Gabriel Holmes             | Demokrat-republikan | 7 december 1821  | 7 december 1824  |     |
| Hutchins Gordon Burton     | Obunden             | 7 december 1824  | 8 december 1827  |     |
| James Iredell, Jr.         | Demokrat-republikan | 8 december 1827  | 12 december 1828 |     |
| John Owen                  | Demokrat            | 12 december 1828 | 18 december 1830 |     |
| Montfort Stokes            | Demokrat            | 18 december 1830 | 6 december 1832  |     |
| David Lowry Swain          | Nationalrepublikan  | 6 december 1832  | 10 december 1835 |     |
| Richard Dobbs Spaight, Jr. | Demokrat            | 10 december 1835 | 31 december 1836 |     |

### Folkvald på 2 årig mandatperiod (1836-1868)
| Namn                     | Parti       | Tillträde        | Avgång           | Not   |
| ------------------------ | ----------- | ---------------- | ---------------- | ----- |
| Edward Bishop Dudley     | Whig        | 31 december 1836 | 1 januari 1841   | [ 8 ] |
| John Motley Morehead     | Whig        | 1 januari 1841   | 1 januari 1845   | [ 8 ] |
| William Alexander Graham | Whig        | 1 januari 1845   | 1 januari 1849   | [ 8 ] |
| Charles Manly            | Whig        | 1 januari 1849   | 1 januari 1851   | [ 8 ] |
| David Settle Reid        | Demokrat    | 1 januari 1851   | 6 december 1854  | [ 8 ] |
| Warren Winslow           | Demokrat    | 6 december 1854  | 1 januari 1855   | [ 8 ] |
| Thomas Bragg             | Demokrat    | 1 januari 1855   | 1 januari 1859   | [ 8 ] |
| John Willis Ellis        | Demokrat    | 1 januari 1859   | 7 juli 1861      | [ 8 ] |
| Henry Toole Clark        | Demokrat    | 7 juli 1861      | 8 september 1862 | [ 8 ] |
| Zebulon B. Vance         | Konservativ | 8 september 1862 | 29 maj 1865      | [ 8 ] |
| William Woods Holden     | Republikan  | 29 maj 1865      | 15 december 1865 | [ 8 ] |
| Jonathan Worth           | Konservativ | 15 december 1865 | 1 juli 1868      | [ 8 ] |

### Folkvald på 4 årig mandatperiod (1868-)
| Porträtt | Namn                    | Parti      | Tillträde        | Avgång           | Not         |
| -------- | ----------------------- | ---------- | ---------------- | ---------------- | ----------- |
|          | William Woods Holden    | Republikan | 1 juli 1868      | 15 december 1870 | [ 8 ] [ 9 ] |
|          | Tod Robinson Caldwell   | Republikan | 15 december 1870 | 11 juli 1874     | [ 8 ] [ 9 ] |
|          | Curtis Hooks Brogden    | Republikan | 11 juli 1874     | 1 januari 1877   | [ 8 ] [ 9 ] |
|          | Zebulon B. Vance        | Demokrat   | 1 januari 1877   | 5 februari 1879  | [ 8 ] [ 9 ] |
|          | Thomas Jordan Jarvis    | Demokrat   | 5 februari 1879  | 21 januari 1885  | [ 8 ] [ 9 ] |
|          | Alfred Moore Scales     | Demokrat   | 21 januari 1885  | 17 januari 1889  | [ 8 ] [ 9 ] |
|          | Daniel Gould Fowle      | Demokrat   | 17 januari 1889  | 7 april 1891     | [ 8 ] [ 9 ] |
|          | Thomas Michael Holt     | Demokrat   | 7 april 1891     | 18 januari 1893  | [ 8 ] [ 9 ] |
|          | Elias Carr              | Demokrat   | 18 januari 1893  | 12 januari 1897  | [ 8 ] [ 9 ] |
|          | Daniel Lindsay Russell  | Republikan | 12 januari 1897  | 15 januari 1901  | [ 8 ] [ 9 ] |
|          | Charles Brantley Aycock | Demokrat   | 15 januari 1901  | 11 januari 1905  | [ 8 ] [ 9 ] |
|          | Robert Broadnax Glenn   | Demokrat   | 11 januari 1905  | 12 januari 1909  | [ 8 ] [ 9 ] |
|          | William Walton Kitchin  | Demokrat   | 12 januari 1909  | 15 januari 1913  | [ 8 ] [ 9 ] |
|          | Locke Craig             | Demokrat   | 15 januari 1913  | 11 januari 1917  | [ 8 ] [ 9 ] |
|          | Thomas W. Bickett       | Demokrat   | 11 januari 1917  | 12 januari 1921  | [ 8 ] [ 9 ] |
|          | Cameron A. Morrison     | Demokrat   | 12 januari 1921  | 14 januari 1925  | [ 8 ] [ 9 ] |
|          | Angus Wilton McLean     | Demokrat   | 14 januari 1925  | 11 januari 1929  | [ 8 ] [ 9 ] |
|          | O. Max Gardner          | Demokrat   | 11 januari 1929  | 5 januari 1933   | [ 8 ] [ 9 ] |
|          | John C.B. Ehringhaus    | Demokrat   | 5 januari 1933   | 7 januari 1937   | [ 8 ] [ 9 ] |
|          | Clyde R. Hoey           | Demokrat   | 7 januari 1937   | 9 januari 1941   | [ 8 ] [ 9 ] |
|          | J. Melville Broughton   | Demokrat   | 9 januari 1941   | 4 januari 1945   | [ 8 ] [ 9 ] |
|          | R. Gregg Cherry         | Demokrat   | 4 januari 1945   | 6 januari 1949   | [ 8 ] [ 9 ] |
|          | W. Kerr Scott           | Demokrat   | 6 januari 1949   | 8 januari 1953   | [ 8 ] [ 9 ] |
|          | William B. Umstead      | Demokrat   | 8 januari 1953   | 7 november 1954  | [ 8 ] [ 9 ] |
|          | Luther H. Hodges        | Demokrat   | 7 november 1954  | 5 januari 1961   | [ 8 ] [ 9 ] |
|          | Terry Sanford           | Demokrat   | 5 januari 1961   | 8 januari 1965   | [ 8 ] [ 9 ] |
|          | Dan K. Moore            | Demokrat   | 8 januari 1965   | 3 januari 1969   | [ 8 ] [ 9 ] |
|          | Robert W. Scott         | Demokrat   | 3 januari 1969   | 5 januari 1973   | [ 8 ] [ 9 ] |
|          | James Holshouser        | Republikan | 5 januari 1973   | 8 januari 1977   | [ 8 ] [ 9 ] |
|          | Jim Hunt                | Demokrat   | 8 januari 1977   | 5 januari 1985   | [ 8 ] [ 9 ] |
|          | James G. Martin         | Republikan | 5 januari 1985   | 9 januari 1993   | [ 8 ] [ 9 ] |
|          | Jim Hunt                | Demokrat   | 9 januari 1993   | 6 januari 2001   | [ 8 ] [ 9 ] |
|          | Mike Easley             | Demokrat   | 6 januari 2001   | 10 januari 2009  | [ 8 ] [ 9 ] |
|          | Beverly Perdue          | Demokrat   | 10 januari 2009  | 5 januari 2013   | [ 9 ]       |
|          | Pat McCrory             | Republikan | 5 januari 2013   | 1 januari 2017   | [ 9 ]       |
|          | Roy Cooper              | Demokrat   | 1 januari 2017   | sittande         | [ 9 ]       |